# Eiríkur Bergmann

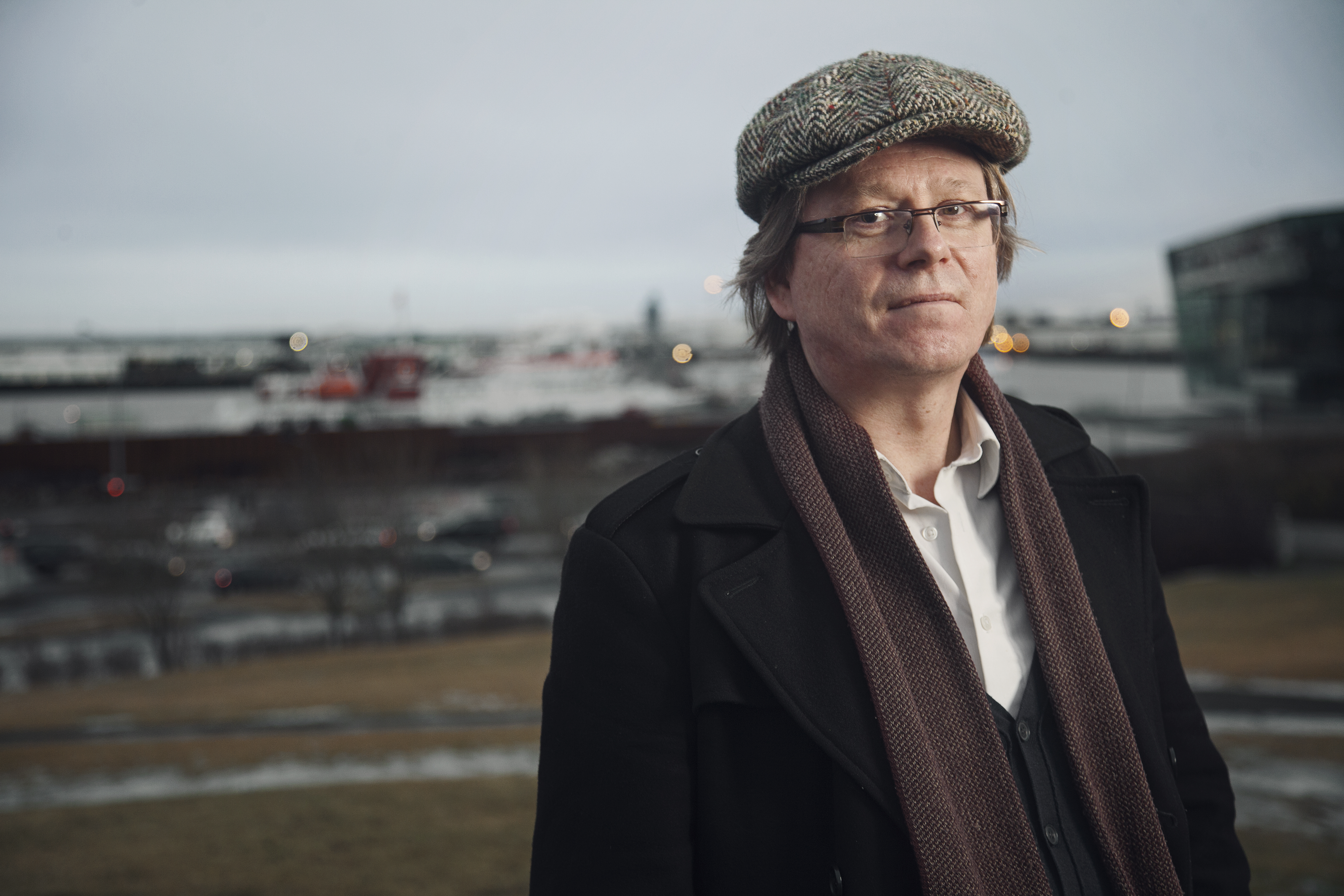
Eiríkur Bergmann 2014

Eiríkur Bergmann Einarsson (geb. 6. Februar 1969) ist ein isländischer Politikwissenschaftler und Romanautor.

## Leben und akademische Laufbahn
Eiríkur Bergmann beendete das Studium der Politikwissenschaften 1998 als Master an der Universität Kopenhagen mit der Abschlussarbeit „Liberal reform in Russia“. 2009 wurde ihm der Ph. D. von der Universität Island verliehen.
Er ist seit 2005 Leiter des Zentrums für European Studies und seit 2012 Professor für Politikwissenschaften an der isländischen Universität Bifröst. Im Rahmen des COST-Netzwerkes ist Eiríkur Bergmann Mitglied in verschiedenen Projekten, wie zum Beispiel dem COMPACT – Comparative Analysis of Conspiracy Theories, wo er im Bereich der Verschwörungstheorien die Verknüpfungen zu Rechtspopulismus und dort insbesondere die Nutzung von Verschwörungstheorien, um politische Ziele zu erreichen, erforscht. Er forscht  hauptsächlich zu Internationalen Beziehungen, Geschichte, Wirtschafts- und Finanzpolitik. Einer seiner Schwerpunkte ist die Partizipatorische Demokratie.
Eiríkur Bergmann publiziert überwiegend zu den Themen Europäische Integration, Nationalismus und zur Politik Islands. Er ist in verschiedenen Medien, wie dem Guardian,  Kommentator zur isländischen Innen- wie Außenpolitik und Wirtschaft.
Eiríkur Bergmann wurde 2011 vom isländischen Parlament, dem Althing, zum Mitglied des Gremiums zur Ausarbeitung einer neuen Verfassung ernannt. Dieses Gremium erarbeitete einen Verfassungsentwurf unter der direkten Beteiligung der Bevölkerung. Eiríkur Bergmann war außerdem als OSZE-Beobachter der russischen Präsidentschaftswahl 2012 in Kasan eingesetzt. Seit 2009 ist er Mitglied der International Political Science Association.

## Veröffentlichungen (Auswahl)
- 2009: Sense of Sovereignty. Stofnun stjórnsýslufræða,  (online  researchgate.net)
- 2011: Iceland and the EEA, 1994–2011. Europautredningen, Oslo, ISBN 978-82-93145-12-7
- 2011: Sjálfstæð þjóð. Trylltur skríll og landráðalýður. Stjórnmál & Stjórnsýsla, (PDF online auf skemman.is)

- 2014: Iceland and the International Financial Crisis: Boom, Bust and Recovery. Palgrave Macmillan, London, ISBN 978-1-137-33199-1
- 2014: Iceland: A postimperial sovereignty project. In: Cooperation and Conflict: Nordic journal of International Studies. Bd. 49, Nr. 1, S. 33–54, doi:10.1177/0010836713514152.
- 2017: Nordic Nationalism and Right-Wing Populist Politics. Palgrave Macmillan, London, ISBN 978-1-137-56703-1
- 2018: Conspiracy & Populism. The Politics of Misinformation. Palgrave Macmillan, London, ISBN 978-3-319-90358-3

- 2005: Glapræði. (Roman) Skrudda, Reykjavik, ISBN 978-9979-772-49-1
- 2015: Hryðjuverkamaðurinn snýr heim. (Roman) Sögur, Reykjavik, ISBN 978-9935-448-90-3
- 2017: Samsærið. (Roman) Sögur, Reykjavik, ISBN 978-9935-479-77-8